# Antonis Minou
Antonis Minou - em grego, Αντώνης Μήνου (Aridaia, 4 de Maio de 1958) é um ex-futebolista e treinador grego, que atuava como goleiro.

## Carreira
Jogou no AEK Atenas, durante a maior parte de sua carreira. Atuou também por Kastoria, Panathinaikos e Apollon Smyrnis.